# 余湛
余湛（1921年2月17日—1992年3月11日），中华人民共和国政治人物、外交官。
1964年身为外交部东欧司司长作为副团长参与了中国与苏联边界谈判。
1983年，接替王栋，担任中华人民共和国驻加拿大大使。1986年，由张文朴接任。